# Pápaszemesmadár-félék

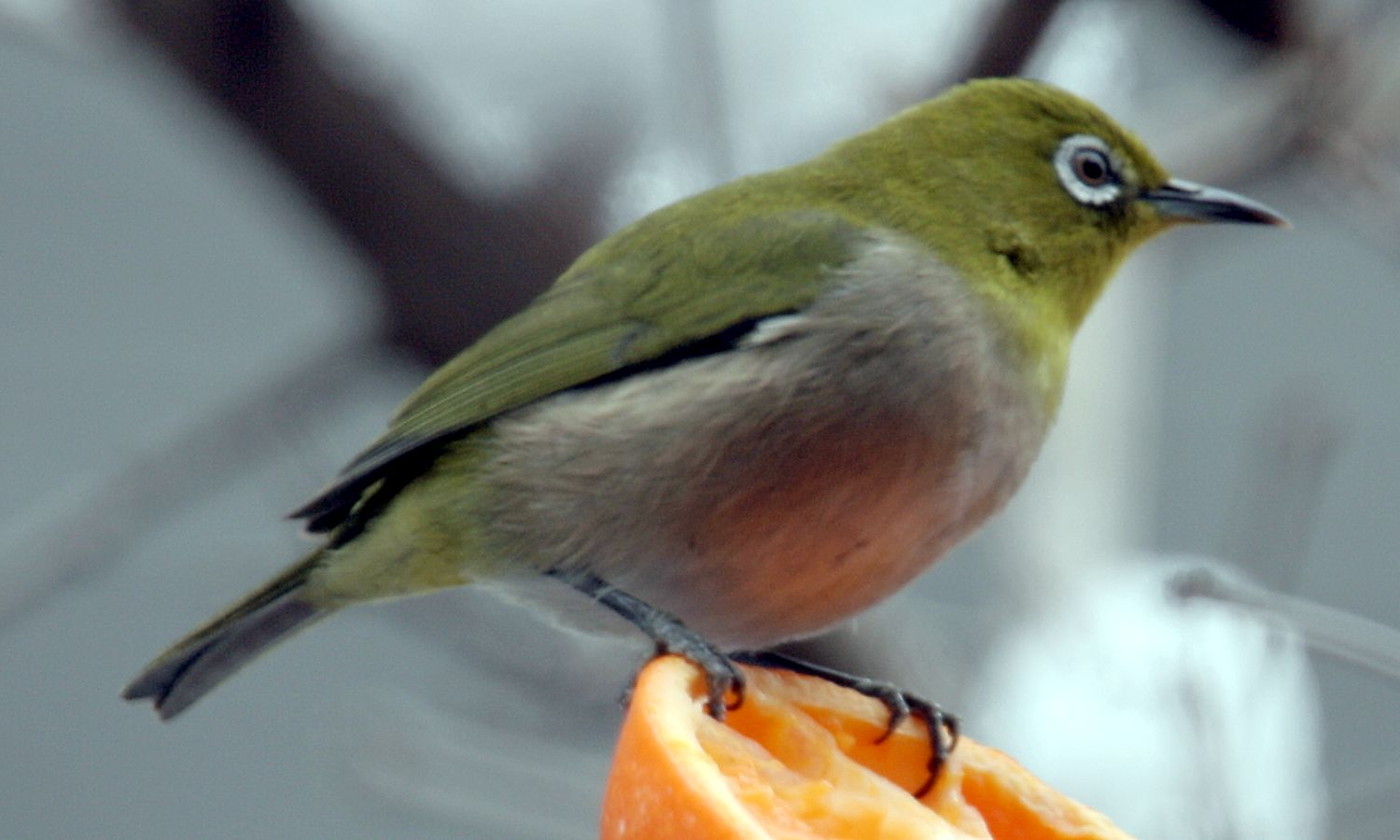
Japán pápaszemesmadár (Zosterops japonicus)

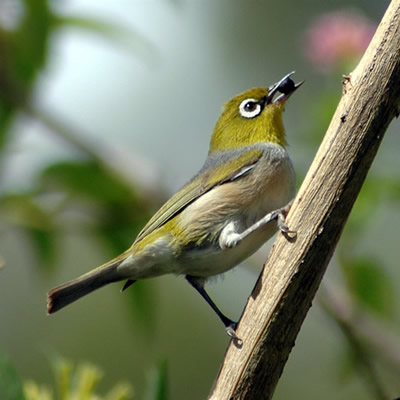
Ezüstös pápaszemesmadár (Zosterops lateralis)

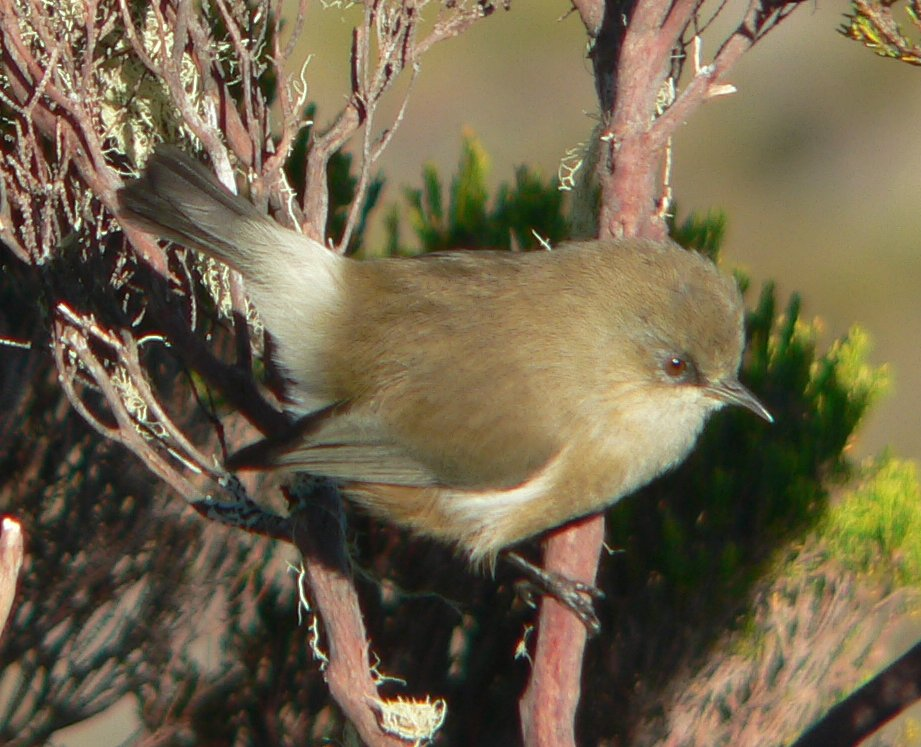
Réunioni pápaszemesmadár (Zosterops borbonicus)

A pápaszemesmadár-félék (Zosteropidae) a madarak osztályának verébalakúak (Passeriformes) rendjébe tartozó család.

## Előfordulásuk
Főként az óvilági trópusokon elterjedtek, pontosabban Afrikában a szaharátol délre, Dél– és Kelet-Ázsia, Ausztráliában és Új-Zélandon. Az Indiai-óceán, a Csendes-óceán és a Guineai-öböl trópusi szigetein is. Fák lombjai között élő kistestű madarak.

## Megjelenésük
Szemüket rendszerint fehér gyűrű szegélyezi. Tollazatukban általában megtalálható az olivazöld szín. Testhosszuk legfeljebb 15 centiméter hosszú. A nemek nem különböznek egymástól. Rövid lábakkal, kerekített szárnyakkal és rövid éles csőrrel rendelkeznek.

## Életmódjuk
Bár legfőképp rovarevők, esznek gyümölcsöt és nyelvük alkalmazkodott a nektár evéshez is.

## Szaporodásuk
Szaporodási időszakuk nagyon rövid. Fészkeiket fára vagy bokrokra építék pókhálóból és egyéb anyagokból. Fészekaljuk 2–4 halványkék tojásból áll.

## Rendszerezés
A családba az alábbi 16 nem és 143 faj tartozik:
- Parayuhina (Cai et al., 2019) - 1 faj - a timáliafélék (Timaliidae) családjából áthelyezett nem, a Yuhina nemről leválasztva
  - galléros juhina (Parayuhina diademata), korábban (Yuhina diademata)

- Staphida (Swinhoe, 1871) - 3 faj - a timáliafélék (Timaliidae) családjából áthelyezett nem, a Yuhina nemről leválasztva
  - rőtfülű juhina (Staphida castaniceps), korábban (Yuhina castaniceps)
  - indokínai juhina (Staphida torqueola), korábban (Yuhina torqueola)
  - barnabóbitás juhina (Staphida everetti), korábban (Yuhina everetti)

- Yuhina (Hodgson, 1836) – 7 faj - a timáliafélék (Timaliidae) családjából áthelyezett nem
  - fehérnyakú juhina (Yuhina bakeri)
  - sárganyakú juhina (Yuhina flavicollis)
  - burmai juhina (Yuhina humilis)
  - csíkostorkú juhina (Yuhina gularis)
  - vörösbóbitás juhina (Yuhina occipitalis)
  - tajvani juhina (Yuhina brunneiceps)
  - himalájai juhina (Yuhina nigrimenta)

- Zosterornis (Ogilvie-Grant, 1894) - 5 faj - a timáliafélék (Timaliidae) családjából áthelyezett nem
  - barnaarcú pápaszemesmadár (Zosterornis whiteheadi)
  - luzoni pápaszemesmadár (Zosterornis striatus)
  - panayi pápaszemesmadár (Zosterornis latistriatus)
  - negrosi pápaszemesmadár (Zosterornis nigrorum)
  - palawani pápaszemesmadár (Zosterornis hypogrammicus)

- Megazosterops  (Stresemann, 1930) – 1 faj
  - palau-szigeteki pápaszemesmadár (Megazosterops palauensis) más néven (Rukia palauensis)

- Apalopteron  (Bonaparte, 1854) – 1 faj
  - bonin-szigeteki pápaszemesmadár (Apalopteron familiare)

- Cleptornis  (Oustalet, 1889) – 1 faj
  - aranyos pápaszemesmadár (Cleptornis marchei)

- Rukia  (Momiyama, 1922) – 3 faj
  - hosszúcsőrű pápaszemesmadár (Rukia longirostra)
  - yap-szigeteki pápaszemesmadár (Rukia oleaginea)
  - truk-szigeteki pápaszemesmadár (Rukia ruki)

- Dasycrotapha (Tweeddale, 1878) - 3 faj - a timáliafélék (Timaliidae) családjából áthelyezett nem
  - vöröshomlokú timália (Dasycrotapha speciosa)
  - mindanaói timália (Dasycrotapha plateni)
  - visayasi timália (Dasycrotapha pygmaea)

- Sterrhoptilus (Oberholser, 1918) - 3 faj - a timáliafélék (Timaliidae) családjából áthelyezett nem
  - Sterrhoptilus dennistouni
  - Sterrhoptilus nigrocapitata
  - Sterrhoptilus capitalis

- Tephrozosterops  (Oustalet, 1889) – 1 faj
  - kakopi pápaszemesmadár (Tephrozosterops stalkeri)

- Lophozosterops  (Hartert, 1896) – 6 faj
  - jávai pápaszemesmadár (Lophozosterops javanicus)
  - pikkelyesfejű pápaszemesmadár (Lophozosterops squamiceps)
  - mindanaói pápaszemesmadár (Lophozosterops goodfellowi)
  - sárgásbarna pápaszemesmadár (Lophozosterops superciliaris)
  - pinaia-szigeti pápaszemesmadár (Lophozosterops pinaiae)
  - kontyos pápaszemesmadár (Lophozosterops dohertyi)

- Heleia  (Hartlaub, 1865) – 2 faj
  - csupaszszemű pápaszemesmadár (Heleia crassirostris)
  - foltosmellű pápaszemesmadár (Heleia muelleri)

- Oculocincta  (Mees, 1953) – 1 faj
  - törpe-pápaszemesmadár (Oculocincta squamifrons)

- Zosterops Vigors & Horsfield, 1827 – 103 faj

Már nem használt nemek:
- Speirops  (Reichenbach, 1852) – 4 faj - beolvasztva a Zosterops nembe
  - kameruni ősposzáta (Speirops melanocephalus)
  - feketesapkás ősposzáta (Speirops lugubris)
  - barna ősposzáta (Speirops brunneus)
  - ezüst ősposzáta (Speirops leucophoeuss)

- Chlorocharis  (Sharpe, 1888) – 1 faj - beolvasztva a Zosterops nembe
  - feketegyűrűs pápaszemesmadár (Chlorocharis emiliae)

- Woodfordia  (North, 1906) – 2 faj - beolvasztva a Zosterops nembe
  - rennell-szigeti pápaszemesmadár (Woodfordia superciliosa)
  - Sanford-pápaszemesmadár (Woodfordia lacertosa)

Áthelyezett nem:
- Madanga  (Rothschild & Hartert, 1877) – 1 faj - áthelyezve a billegetőfélék  (Motacillidae) családjába
  - narancstorkú pápaszemesmadár (Madanga ruficollis)